# メルパルク広島
メルパルク広島（メルパルクひろしま）は、広島市中区基町にある複合施設。旧称：広島郵便貯金会館（ひろしまゆうびんちょきんかいかん）。

## 概要
旧郵政省により、郵便貯金の普及・宣伝活動を行うことを目的として1972年（昭和47年）に広島市中区白島北町に開設（現・上野学園ホール）。1991年（平成3年）に広島中郵便局の改築に伴って現在地に移転した。ホテルは91の客室、平成の間などの宴会場、結婚式場などが備えられている。白島北町から基町に移転する際、基町の新館には多目的ホール機能がなかったため、旧館のホール機能のみ残し、広島郵便貯金ホールとして存続させている。
2007年（平成19年）の郵政民営化にあたり、他の全国の郵便貯金会館と共に所有権が日本郵政に移動、愛称であった「メルパルク広島」が正式名称になった。また、広島郵便貯金ホールは広島県に移管、広島県立文化芸術ホール（上野学園ホール）として存続されている。その後は日本郵政の直営事業として運営されていたが、ワタベウェディング傘下の「メルパルク株式会社」に運営が移管された（施設保有権は日本郵政のまま）。
2012年7月、宿泊関連でソラーレ ホテルズ アンド リゾーツと提携、ソラーレコレクションカテゴリーに属する。

## 周辺
- 広島バスセンター
- そごう広島店
- 相生通り